# Nikkor

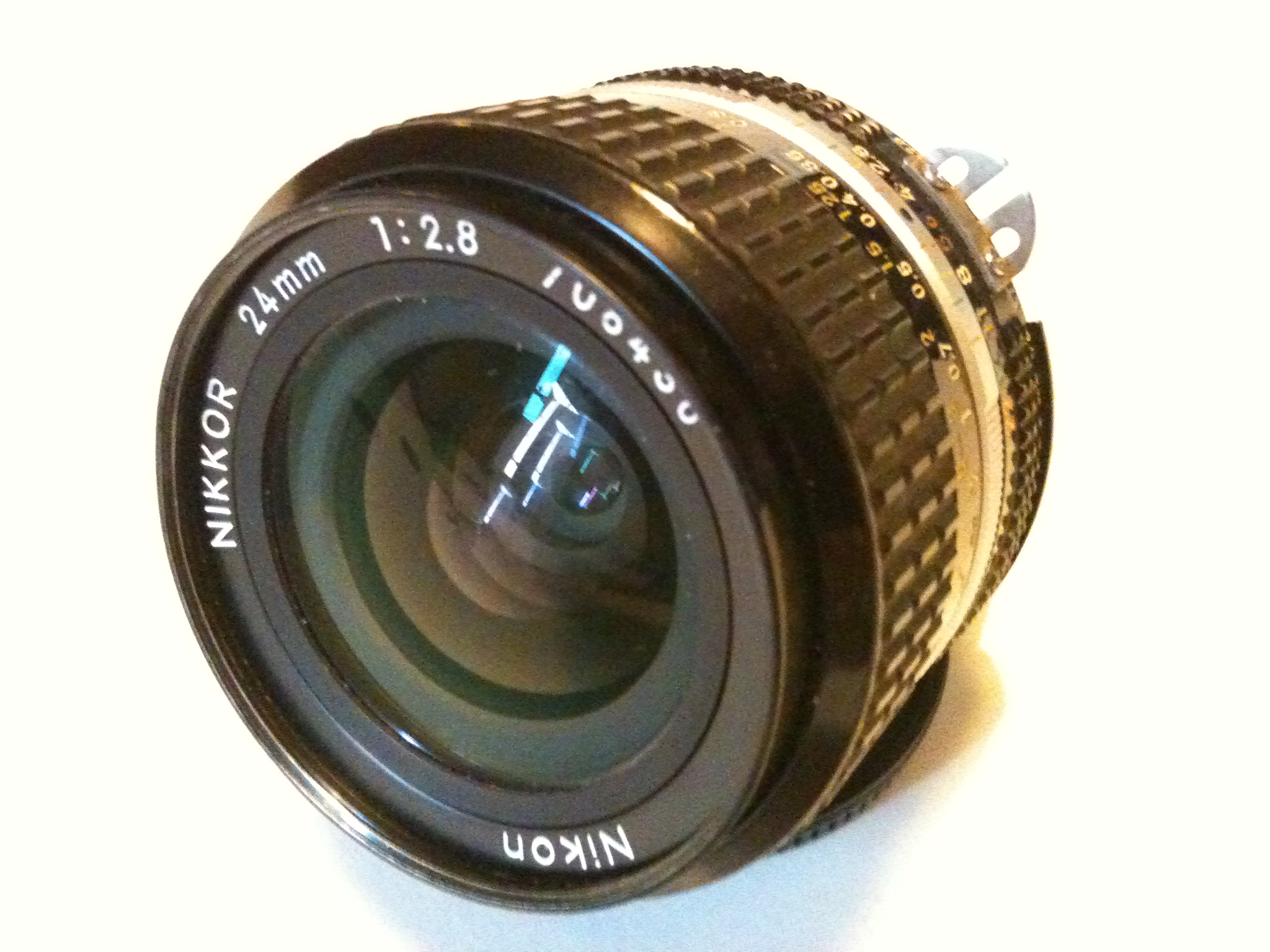
Montura AI-S de marca Nikon Nikkor 24 1: 2.8.

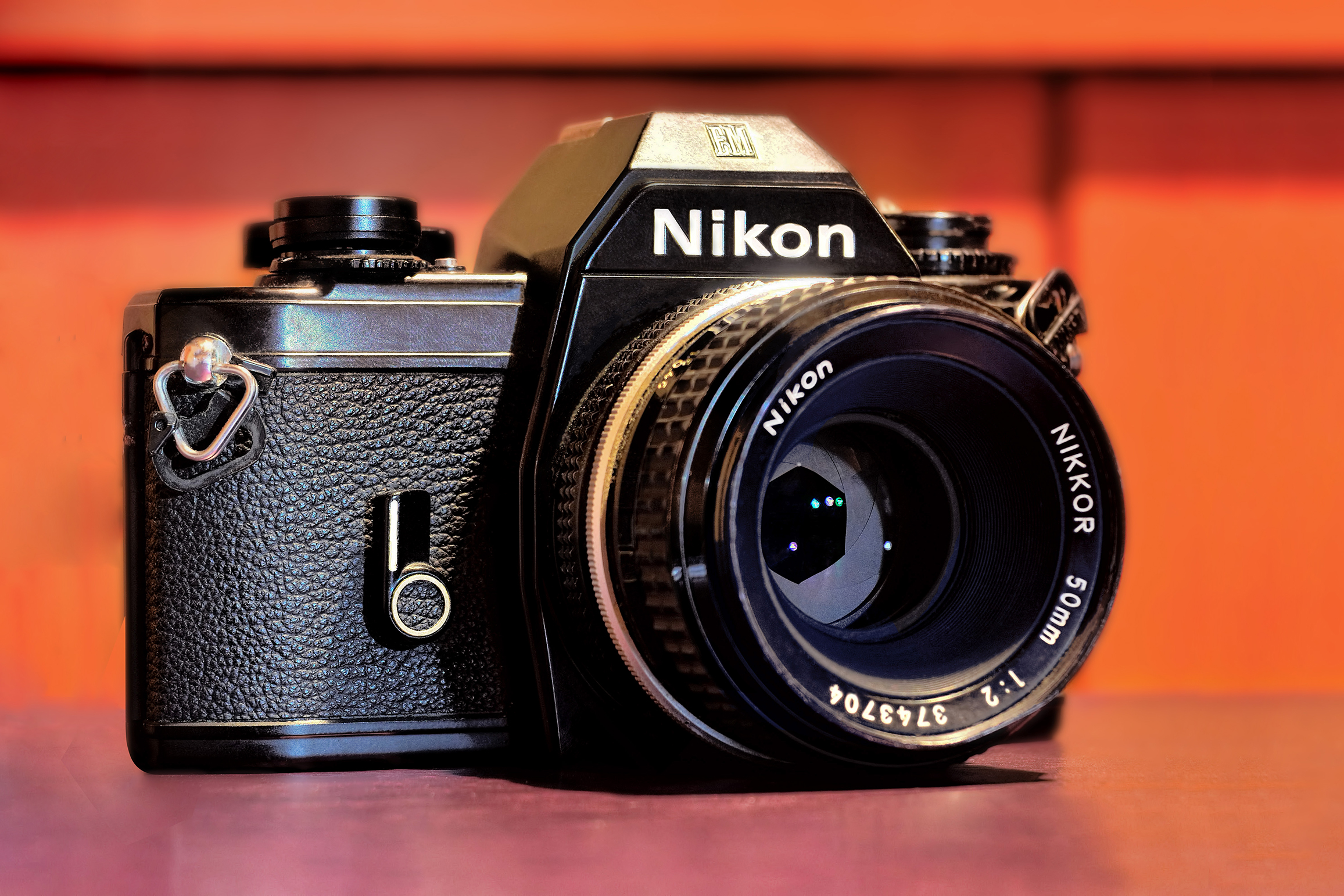
Nikon EM amb Nikkor 50 mm f/2

Nikkor és la marca que designa les lents intercanviables produïdes pel fabricant japonès de càmeres Nikon per als seus cossos SLR.
El nom prové de l'abreviatura " Nikko de Nippon Kogaku KK, el nom original de l'empresa, al qual es va afegir un " r com era habitual a l'època per a les lents fotogràfiques.

## Història
El primer objectiu de Nikon data de 1933 i era compatible amb les càmeres Leica o Contax. Nikon també va crear lents per altres empreses que més tard es van convertir en competidores, com el cas Canon.: El 1935, el model Canon Hanza (que mostra una gran semblança amb les caixes Leica M) estava equipat amb un Nikkor 50 f/3.5. Aquesta fabricació d'òptiques per a Canon va durar fins a l'any 1948.
Les primeres càmeres Nikon 24 × 36 (35 mm) van aparèixer el mateix any 1948. La famosa montura F data de 1959, quan es va llançar la càmera Nikon F i encara l'utilitza Nikon avui dia per muntar les seves lents.
El juny de 2013, per al 80 anys de les lents Nikkor, Nikon va anunciar que havia arribat a la producció de 80 millions lents.

## Objectius rellevants[2]
- Objectius de montura F per a fotografia SLR i DSLR de 35 mm. Per obtenir una llista completa, consulteu Nikon F-mount.
- Objectius de montura 1 per al format Nikon CX utilitzat actualment per la sèrie 1 de Nikon.
- Objectius de montura Z per a càmeres Nikon sense mirall
- Objectius per a càmeres de format mitjà Bronica i Plaubel Makina.
- Objectius per a càmeres Nikon sèrie S (muntatge S) i telemetre Leica
- Lents amfíbies per a càmeres submarines Nikonos
- Lents per a fotografia de gran format.
- Objectius ampliadors fotogràfics EL-Nikkor.
- L'objectiu de la primera o segona càmera de Canon la "Hanza Canon[Enllaç no actiu] ".
- Objectius del microscopi.
- Lents industrials, incloses les lents de suport a l'esforç de guerra japonès durant la Segona Guerra Mundial